# Harvest Moon: Save the Homeland
Harvest Moon: Save the Homeland (Japans: 牧場物語3~ ハートに火をつけて; Bokujō Monogatari 3: Heart ni Hi o Tsukete) is een computerspel van het genre RPG en simulatiespel. Het spel kwam in 2001 uit voor het platform PlayStation 2.

## Spel
Het perspectief van het spel is in de derde persoon. De speler speelt een 21-jarige jongen. Hij moet op verzoek van godin van de Oogst de omgeving rondom een boerderij beschermen tegen de komst van een nieuw resort en pretpark. Hij kreeg de boerderij geërfd van zijn overleden oom.

## Ontvangst
| Beoordeeld door                  | Datum            | Score |
| -------------------------------- | ---------------- | ----- |
| GameSpot                         | 12 december 2001 | 81%   |
| PSM                              | december 2001    | 80%   |
| Game Informer Magazine           | december 2001    | 75%   |
| Netjak                           | 1 oktober 2002   | 72%   |
| Digital Entertainment News (den) | 3 augustus 2003  | 72%   |
| GamePro (USA)                    | 27 november 2001 | 70%   |